# Borotsi
Borotsi è un villaggio del Botswana situato nel distretto Centrale, sottodistretto di Mahalapye. Il villaggio, secondo il censimento del 2011, conta 2.443 abitanti.

## Località
Nel territorio del villaggio sono presenti le seguenti 4 località:
- Dibongwane di 99 abitanti,
- Thanasanku di 73 abitanti,
- Tholodi di 55 abitanti,
- Tholotsane di 185 abitanti